# Parking de nuit
Pour les articles homonymes, voir Parking.

Parking de nuit est une émission de radio culturelle diffusée sur France Inter, qui mêle littérature, musique et billets d’humour et d’humeur. Elle a été diffusée tous les vendredis, de 21 à 22 heures depuis septembre 2008 jusqu'à juin 2010. Lors de l'émission du 11 juin 2010, Sophie Loubière a annoncé que l'émission ne serait pas reconduite dans la grille de rentrée 2010.
Durant l'émission, Sophie Loubière la productrice, journaliste, écrivain et spécialiste en musique de film, lit des extraits de livres et d’autres textes, surréalistes, drôles ou graves… dont certains sont rédigés par les auditeurs eux-mêmes. Des séquences musicales très variées et des extraits de dialogues de films sont intercalés. Une séquence mensuelle permet à un invité de parler d’un film qui le caractérise. 
Sophie Loubière est assistée du comédien Vincent Grass. L’habillage musical de l’émission est assuré par le compositeur Nicolas Errèra. La préparation de l’émission est confiée à Corinne Valente. Thierry Dupin est à la base de la programmation musicale. La réalisation est signée Stéphanie Texier.